# Шумахер (футболіст)
Тьяго Маєр дос Сантос (порт. Thiago Maier dos Santos, нар. 31 серпня 1986, Куритиба), відомий як Шумахер (порт. Schumacher) — бразильський футболіст, нападник.

## Біографія
У дорослому футболі дебютував 2005 року виступами за «Атлетіко Паранаенсе», в якому провів один сезон, взявши участь у 11 матчах чемпіонату.
На початку 2006 року перейшов на правах оренди в «Асколі», у складі якого провів наступних півроку, але так і не пробився в основний склад. Попри це він привернув увагу представників тренерського штабу клубу «Удінезе», до складу якого приєднався влітку 2006 року. Відіграв за команду з Удіне наступні півсезону своєї ігрової кар'єри, вийшовши одного разу в чемпіонаті.
Не пробившись до основи команди з Удіне, з 2007 по 2009 рік, грав на правах оренди у складі клубів «Сьюдад де Мурсія», «Діжон» та «Аустрія Кернтен».
З літа 2009 року один сезон на правах оренди захищав кольори клубу «Аустрія» (Відень). Більшість часу, проведеного у складі віденської «Аустрії», був основним гравцем атакувальної ланки команди, тому після завершення терміну оренди, столичний клуб повністю викупив контракт футболіста.
До складу клубу «Волинь» приєднався 26 серпня 2011 року. Того ж дня дебютував за луцьку команду  в матчі Прем'єр-ліги проти київської «Оболоні» (1:1), відігравши 75 хвилин, після чого був замінений на Олексія Бабира. 16 жовтня 2011 року забив перший гол в українському чемпіонаті у ворота київського «Динамо» з передачі Рамона, проте його команда все-ж поступилась 1:2. 
У січні 2014 року за обопільної згоди розірвав контракт з «Волинню». Всього зіграв за луцьку команду в усіх турнірах 37 матчів та забив 5 голів. 
З березня до липня 2014 року підтримував форму в клубі «Ферроварія», який виступає в чемпіонаті штатів в Бразилії. А наприкінці липня підписав дворічний контракт з португальською «Академікою». Наразі встиг відіграти за команду з Коїмбри 11 матчів у національному чемпіонаті.

## Досягнення
- Віце-чемпіон Бразилії: 2004
- Віце-чемпіон Австрії: 2010
- Бронзовий призер чемпіонату Австрії: 2011